# Saint-Martin-le-Vinoux
Saint-Martin-le-Vinoux este o comună în departamentul Isère din sud-estul Franței. În 2009 avea o populație de 5.354 de locuitori.

## Evoluția populației
| An        | 1975  | 1982  | 1990  | 1999  | 2006  | 2009  |
| --------- | ----- | ----- | ----- | ----- | ----- | ----- |
| Populație | 5.582 | 5.251 | 5.139 | 5.187 | 5.331 | 5.354 |

## Orașe înfrățite
- Brotterode, Germania din  1993
- Moribabougou, Mali din  1998
- Bălcești, România din  1998